# Lärkskål
Lärkskål (Lachnellula occidentalis) är en svampart som först beskrevs av G.G. Hahn & Ayers, och fick sitt nu gällande namn av Dharne 1965. Lärkskål ingår i släktet Lachnellula och familjen Hyaloscyphaceae.  Arten är reproducerande i Sverige. Inga underarter finns listade i Catalogue of Life.

## Bildgalleri

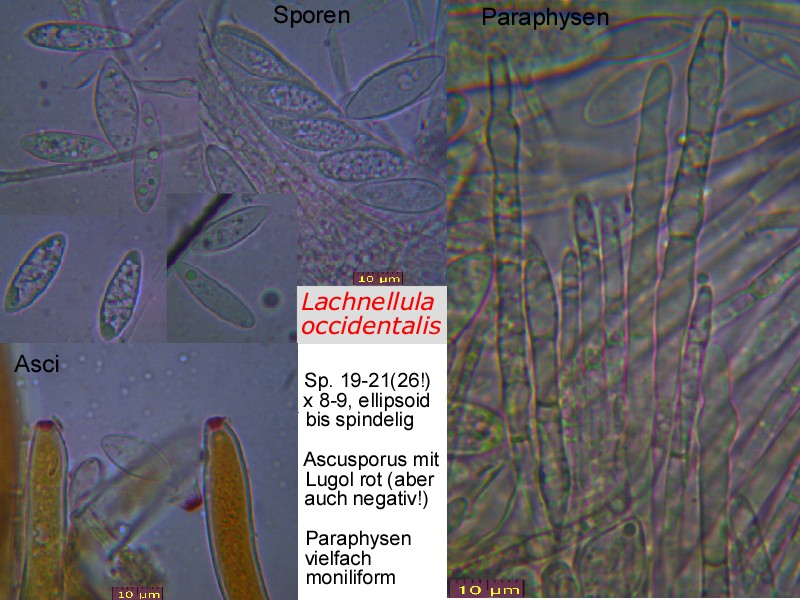
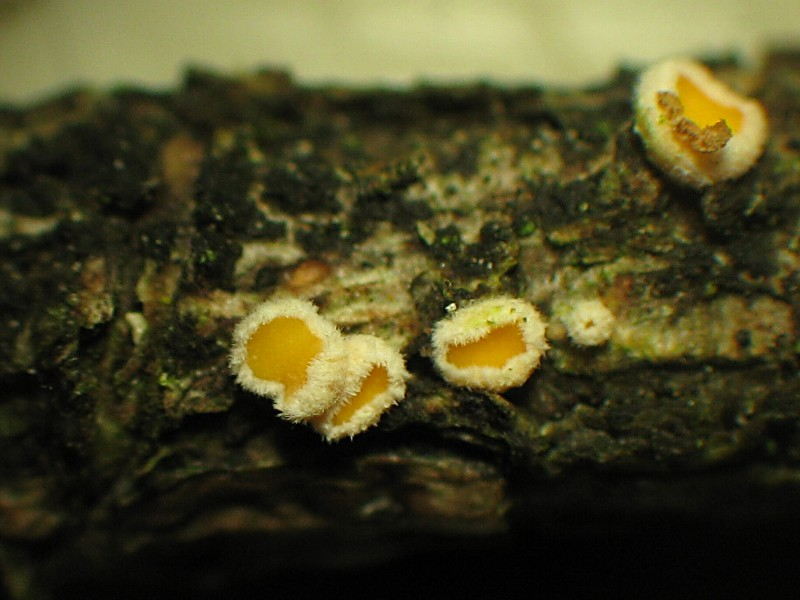